# Lixouri

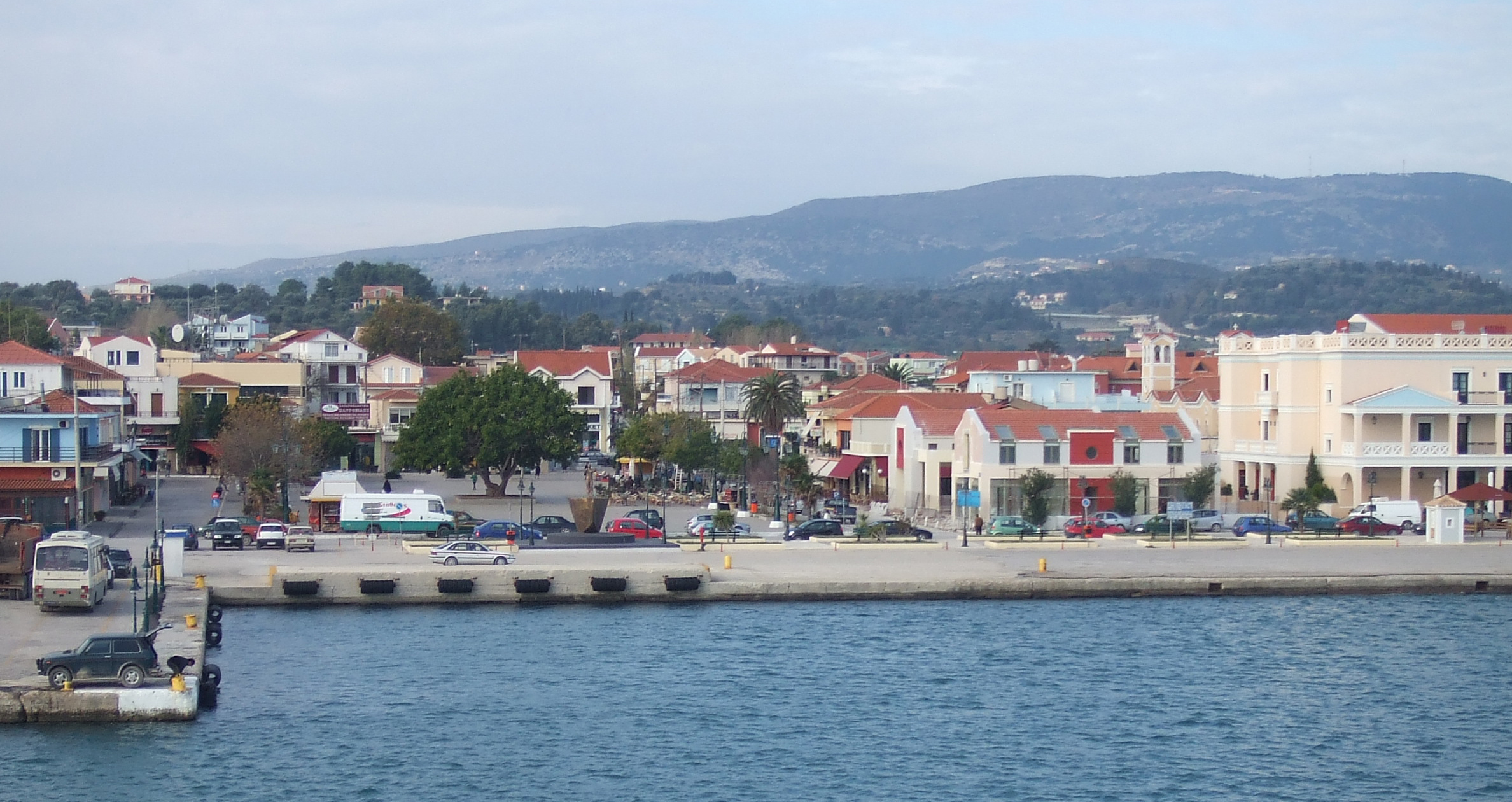
Lixouri

Lixouri este un oraș în Grecia.